# Ganja (banda)
Ganja es un grupo de reggae mexicano, originario de la Ciudad de México, que nació a finales de 1995, como una de las bandas pioneras en el movimiento de reggae mexicano junto con Splash, Rastrillos, La Comuna y Antidoping. Tiene influencias musicales con la Salsa, el Merengue, el Jazz y Blues, pero siempre se ha distinguido por su reggae roots. Participó en las últimas cuatro ediciones del Festival Razteca, el más importante de reggae en el país y en numerosos festivales nacionales e internacionales de reggae por toda la República Mexicana.
Han compartido escenario con Kimany Marley, Stephen Marley, Steel Pulse, Burning Spear, Pato Banton, Humble Soul, Native Elements, Cultura Profética, Los Cafres, Los Pericos, efecto dopamina, Gondwana, Café Tacuba, La Lupita, Ritmo Peligroso, Maldita Vecindad, Resorte, Panteón Rococó, Inspector (grupo), La Gusana Ciega, La Dosis, Salón Victoria, Antidoping, Rastrillos, Yerberos, Splash, La Comuna , Libélula (banda), Dopa2 solo por mencionar algunos durante esta gran trayectoria musical, uno de los grupos más representativos de la escena del reggae mexicano.

## Discografía
- Reggae Mexicano
- Aire Roots
- Legacy
- Ganja Cuatro G4